# Ostrya carpinifolia
Ostrya carpinifolia là một loài thực vật có hoa trong họ Betulaceae. Loài này được Scop. mô tả khoa học đầu tiên năm 1772.

## Hình ảnh

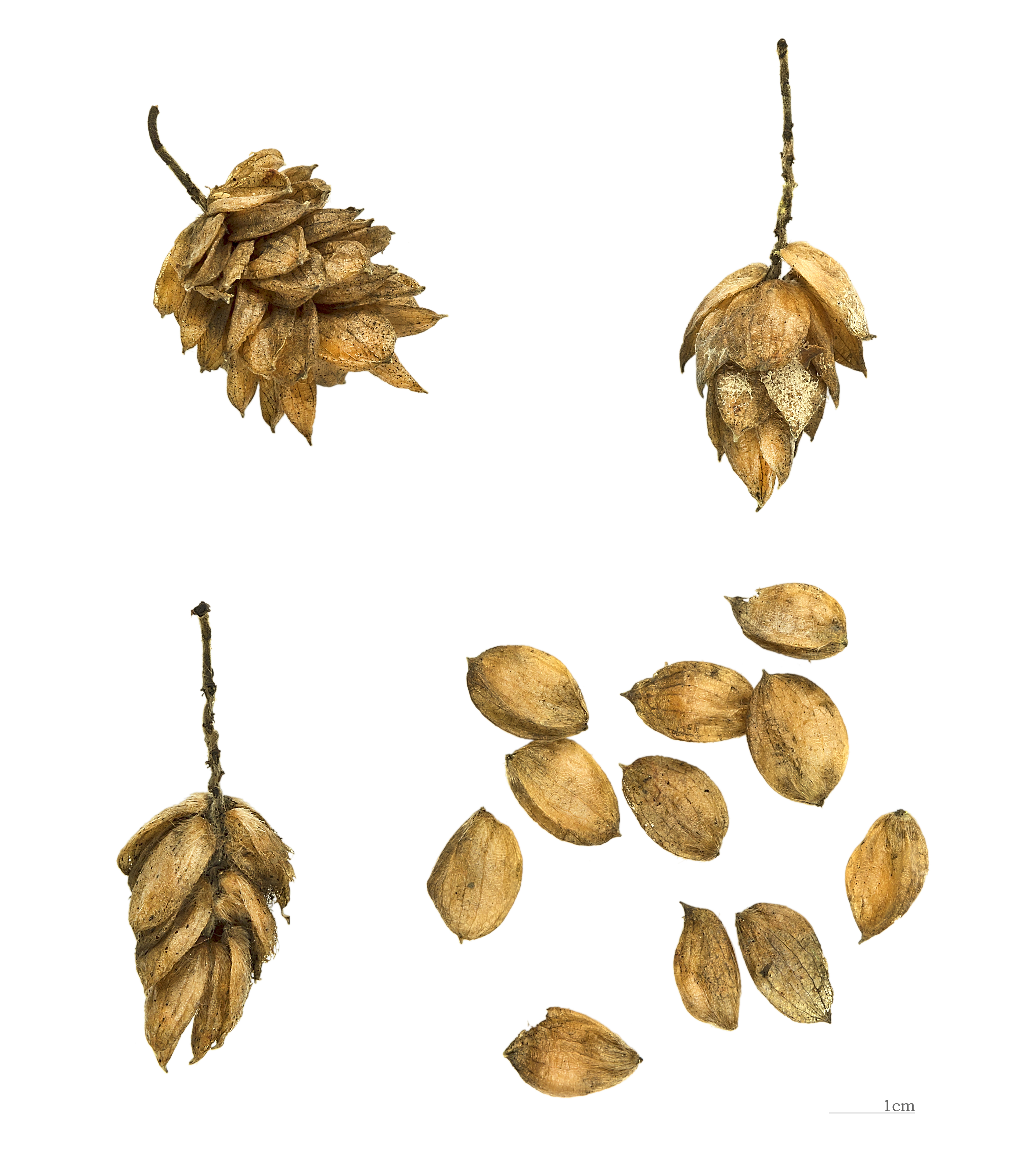
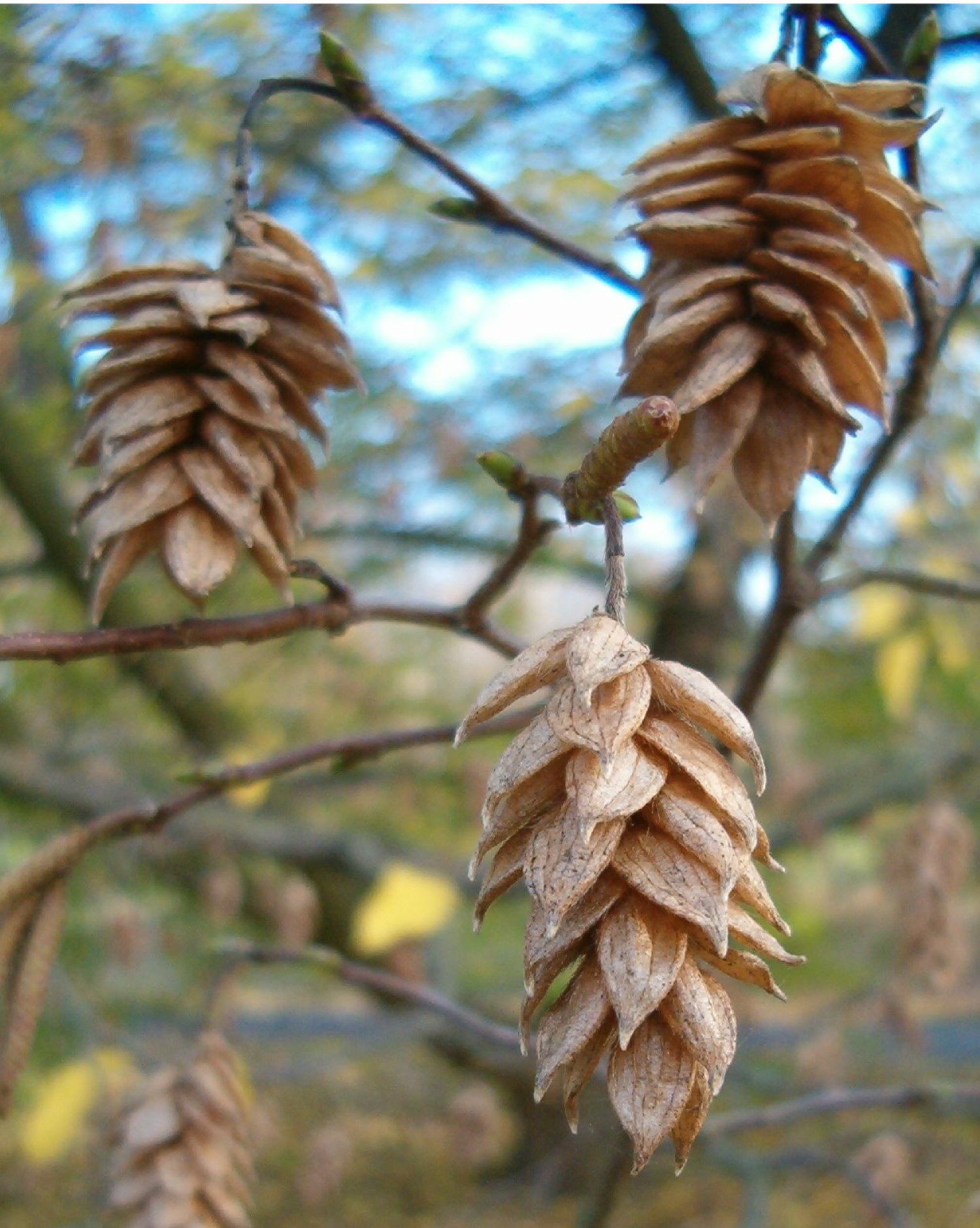
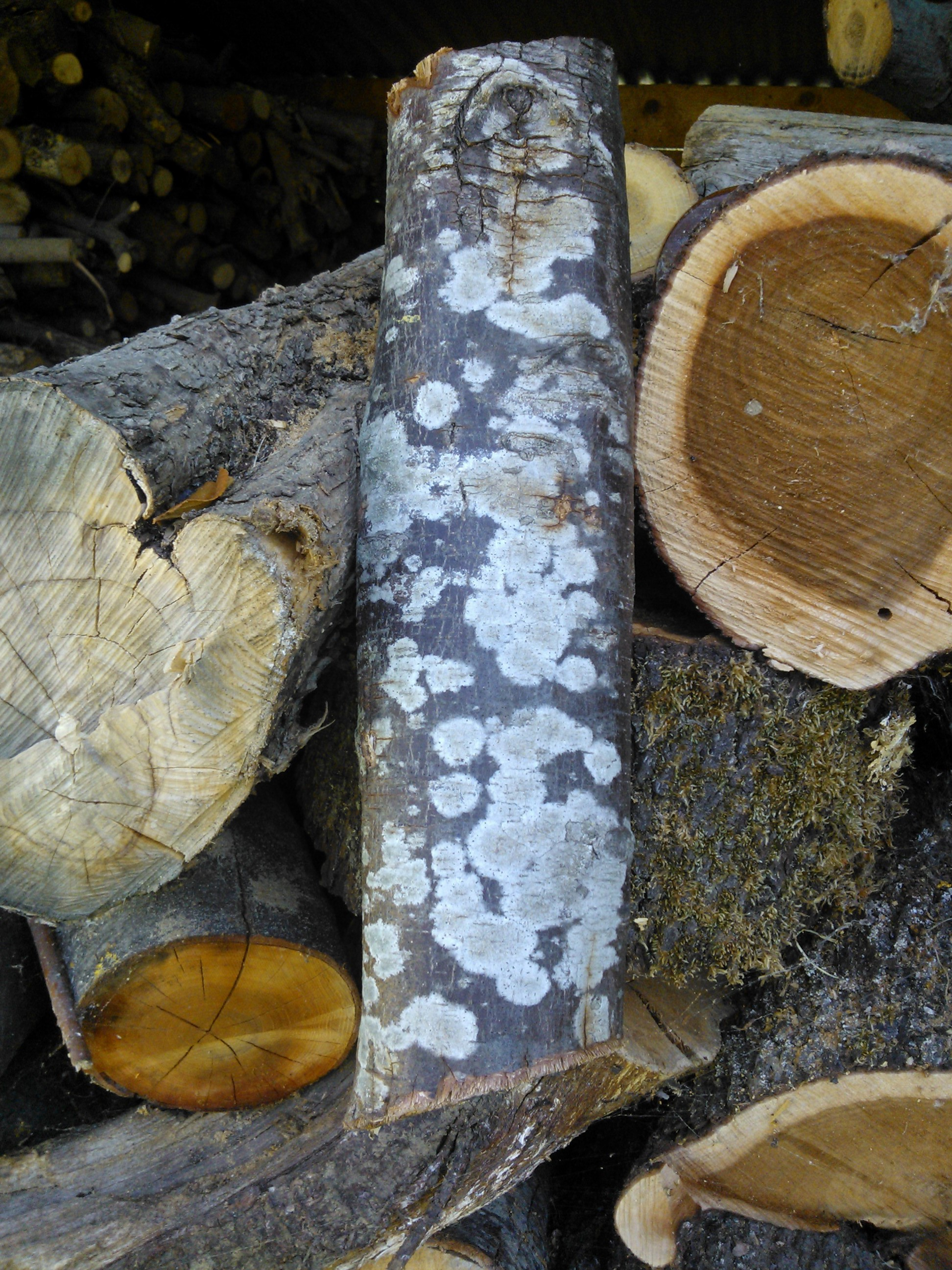
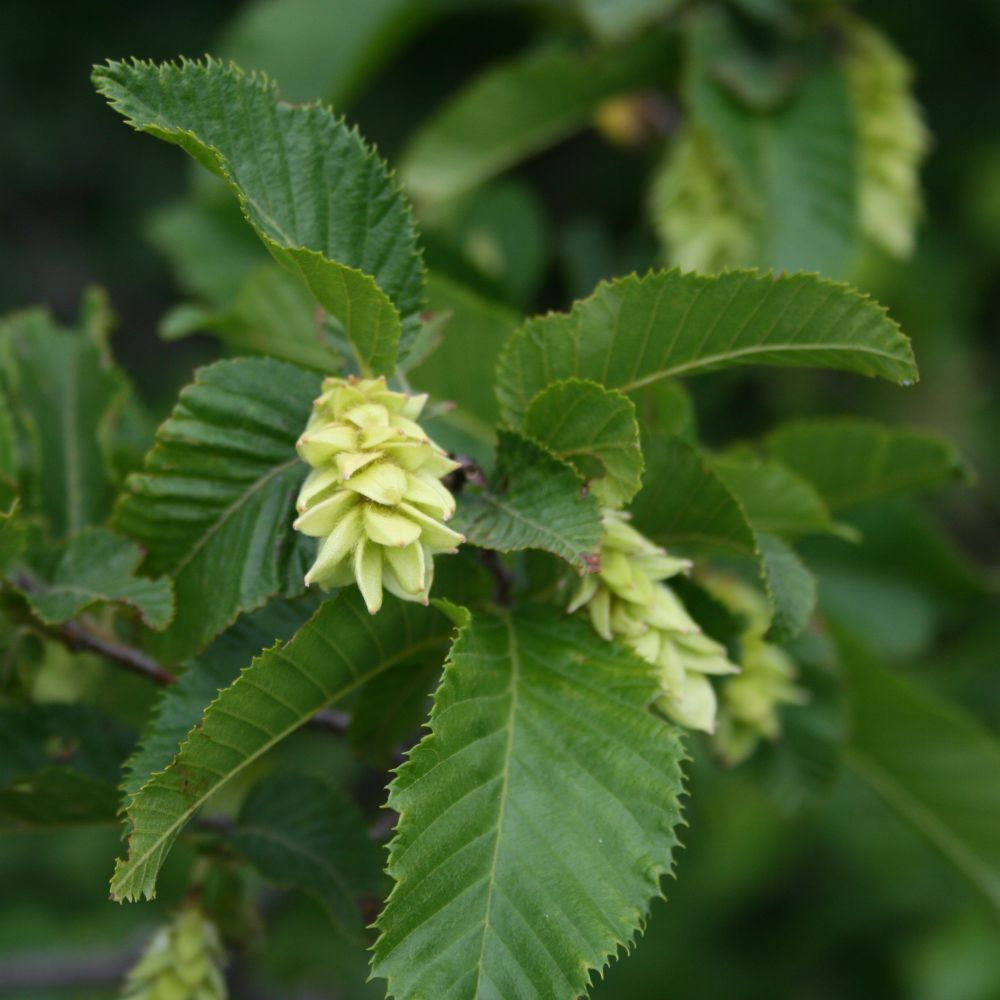